# Tim Staffel
Tim Staffel (Kassel, 2 ottobre 1965) è uno scrittore e regista teatrale tedesco.

## Biografia
Studia teatro a Gießen e nel 1993 debutta a Berlino come regista teatrale e drammaturgo. In seguito scrive romanzi come Terrordrom, per cui assurge alla fama di scrittore di culto, libretti per il teatro, radiodrammi e dirige un lungometraggio per il cinema, Westerland, tratto dal suo romanzo Jesús und Muhammed.

## Testi teatrali
- Truppen, Theater am Turm, Francoforte sul Meno, 1993
- Stadt der Krieger, Oberhausen, 1994
- Werther in New York, 2000
- Solaris, da Stanisław Lem, Nürnberger Staatstheater 2005
- Träumer, Staatstheater Stuttgart – Junge Oper, 2007
- Next Level Parzival, RuhrTriennale – Junges Theater Basel, 2007

## Narrativa
- Terrordrom, Ammann, Zurigo, 1988, ISBN 9783548246277
- Heimweh, Verl. Volk und Welt, Berlino, 2000, ISBN 9783353011626
- Rauhfaser, Fischer-Taschenbuch-Verl, Francoforte sul Meno, 2002, ISBN 9783596156573
- Hausarrest, 2002
- Jesús und Muhammed, Transit, Berlino, 2008, ISBN 9783887472290

## Radiodrammi
- Hüttenkäse, WDR 1999
- Stopper, WDR 2000
- Ich sehe was, was du nicht siehst, WDR 2003
- Unter dem Tag, WDR 2004
- Mehrwert, WDR 2006
- Viva Kaszanka! (Der Mehrwert steigt), WDR 2008
- Der Jäger ist die Beute, WDR 2010
- Gedächtnisambulanz di Tom Peuckert, regia, WDR 2013

## Filmografia
- Westerland (2012)

## Riconoscimenti
- 1993 – Borsa del fondo Darmstadt
- 1996 – Borsa Alfred-Döblin
- 2001 – Borsa del fondo Darmstadt